# Matthias de Monte
Matthias de Monte (auch Mathias; * in Mons, heute Belgien; † 6. Juli 1587) war nacheinander Prior der Kartäuserklöster in Grünau, Astheim, Tückelhausen und Prüll. Daneben tat sich de Monte auch als Schriftsteller hervor.

## Die Klöster vor de Monte
Überall in Mitteleuropa waren die Klöster der meisten Mönchsorden in der Mitte des 16. Jahrhunderts von der Reformation bedroht. Die Kirchenspaltung führte zu einem merklichen Rückgang des Klosternachwuchses und trieb auch bereits ausgebildete Mönche aus den abgeschieden lebenden Konventen. So war die Kartause Grünau zeitweise ganz verlassen, auch weil ihre Grundherren, die Grafen von Wertheim, zum lutherischen Glauben übergetreten waren. Tückelhausen litt ebenfalls unter der Reformation.
Besonders beispielhaft kann der Niedergang der Kartäuserkloster im 16. Jahrhundert anhand der Kartause Astheim dargestellt werden. Sie entstand zu Beginn des 15. Jahrhunderts und erlebte während des Jahres 1525, als der Deutsche Bauernkrieg den Ort am Main erreichte, einen umfassenden Niedergang. Nichtsdestotrotz forcierten die Prioren in der Folgezeit den Wiederaufbau. Durch die Glaubensspaltung war der Konvent aber bis in die Mitte des 16. Jahrhunderts so geschrumpft, dass unter Prior Jakobus Heil die Auflösung der Kartause diskutiert wurde.

## Leben
Matthias de Monte wurde in der ersten Hälfte des 16. Jahrhunderts wohl in der heute belgischen Stadt Mons geboren, die zu Beginn seines Lebens noch Teil der Spanischen Niederlande war. Über die Familie und die Ausbildung des jungen Matthias schweigen die Quellen. Wahrscheinlich studierte Matthias Theologie. Anschließend schlug er eine geistliche Laufbahn ein und legte ein Gelübde im Kartäuserkloster Hildesheim ab, das über 500 Kilometer von seinem Geburtsort entfernt war.
Vier Jahre später zog es Matthias nach Buxheim, wo er im örtlichen Kartäuserklöster 1544 neuerlich die Profeß ablegte. Das Generalkapitel sandte den Mönch im Jahr 1555 in das bedrohte Kloster Grünau im Bistum Würzburg. Bereits seit 1550 lebten nur noch drei Mönche in der Kartause, sodass der Fortbestand der Niederlassung unklar war. Mit dem Übertritt der Grafen von Wertheim zum Luthertum war das Schicksal besiegelt. Matthias de Monte wurde 1557 von den Truppen der Grafen vertrieben, der Erzählung nach, kamen die Soldaten gerade, als er sich Eierschmalz in seiner Zelle zubereiten wollte. Noch bis 1574 blieb de Monte Titularprior von Grünau.
Die folgenden Jahre übernahm Matthias Aufgaben für das Generalkapitel, so ernannte man ihn zum Visitator der oberdeutschen Provinz des Ordens. Eine Aufgabe, die viele Reisen erforderte und die de Monte noch bis zum Jahr 1571 ausübte. Im Jahr 1566 wurde Matthias de Monte zum Prior in der Kartause Astheim ernannt. Die Kartause hatte Nachwuchssorgen, weil 1569 lediglich ein Professe im Kloster lebte. Matthias blieb hier bis ins Jahr 1570 Vorsteher und übergab sein Amt dann an Johannes V. Haupt.
Bereits während seiner Amtszeit in Astheim weilte de Monte häufiger in anderen Kartausen. So schrieb er am 4. Januar 1569 von Tückelhausen aus an seinen Nachfolger einen Brief. Dieser, damals noch Prior in Würzburg, sollte im Namen von de Monte mit der Stadt Volkach verhandeln. Der Ort am Maindreieck machte den Astheimer Mönchen nämlich das Fischrecht entlang des Flusses streitig, was zu langwierigen Auseinandersetzungen führte.
Zu Beginn der 1570er Jahre stand Matthias dann auch der Kartause Tückelhausen als Prior vor. Das Kloster war erst wenige Jahre zuvor mit einer Ringmauer umgeben worden, weil ständige Verwüstungen im Bauernkrieg und im Markgrafenkrieg ein geordnetes Ordensleben unmöglich gemacht hatten. Zugleich hatte man auch hier mit Nachwuchssorgen umzugehen. Später wurde Matthias de Monte Prior in Prüll, ein Amt, das er bis ins Jahr 1573 innehaben sollte.
Nach seiner wohl altersbedingten Resignation in Prüll lebte Matthias de Monte noch zwei Jahre im Kloster, ehe er 1575 in sein Mutterkloster Buxheim zurückkehrte. Hier verbrachte er die letzten Jahre seines Lebens. Matthias wurde Vikar von Buxheim und schrieb in diesem Amt mehrere geschichtliche Werke über die Kartause im Besonderen und den Orden allgemein. Am 6. Juli 1587 verstarb Matthias de Monte.